# James Tarkowski
James Tarkowski (Manchester, 19 novembre 1992) è un calciatore inglese, di origini polacche, difensore dell'Everton.

## Carriera

### Club
Ha giocato nella seconda serie inglese con Brentford (59 partite) e Burnley (4 partite, con promozione in Premier League). Ha poi giocato in Premier League con il Burnley.
Il 2 luglio 2022, al termine del suo contratto con il Burnley, viene acquistato dall'Everton.

### Nazionale
Nel 2018 ha giocato 2 partite con la nazionale inglese.

## Statistiche

### Presenze e reti nei club
Statistiche aggiornate al 14 novembre 2023.
| Stagione               | Squadra                | Campionato             | Campionato | Campionato | Coppe nazionali | Coppe nazionali | Coppe nazionali | Coppe continentali | Coppe continentali | Coppe continentali | Altre coppe | Altre coppe | Altre coppe | Totale | Totale |
| Stagione               | Squadra                | Comp                   | Pres       | Reti       | Comp            | Pres            | Reti            | Comp               | Pres               | Reti               | Comp        | Pres        | Reti        | Pres   | Reti   |
| ---------------------- | ---------------------- | ---------------------- | ---------- | ---------- | --------------- | --------------- | --------------- | ------------------ | ------------------ | ------------------ | ----------- | ----------- | ----------- | ------ | ------ |
| 2010-2011              | Oldham Athletic        | FL1                    | 9          | 0          | FACup+CdL       | 0+0             | 0               | -                  | -                  | -                  | FLT         | 0           | 0           | 9      | 0      |
| 2011-2012              | Oldham Athletic        | FL1                    | 16         | 1          | FACup+CdL       | 0+0             | 0               | -                  | -                  | -                  | FLT         | 2           | 0           | 18     | 1      |
| 2012-2013              | Oldham Athletic        | FL1                    | 21         | 2          | FACup+CdL       | 3+1             | 0               | -                  | -                  | -                  | FLT         | 1           | 0           | 26     | 2      |
| 2013-gen. 2014         | Oldham Athletic        | FL1                    | 26         | 2          | FACup+CdL       | 5+1             | 0               | -                  | -                  | -                  | FLT         | 4           | 1           | 36     | 3      |
| Totale Oldham Athletic | Totale Oldham Athletic | Totale Oldham Athletic | 72         | 5          |                 | 10              | 0               |                    | -                  | -                  |             | 7           | 1           | 82     | 6      |
| feb.-giu. 2014         | Brentford              | FL1                    | 13         | 2          | FACup+CdL       | -               | -               | -                  | -                  | -                  | -           | -           | -           | 13     | 2      |
| 2014-2015              | Brentford              | FLC                    | 34+2       | 1+0        | FACup+CdL       | 1+1             | 0               | -                  | -                  | -                  | -           | -           | -           | 38     | 1      |
| 2015-gen. 2016         | Brentford              | FLC                    | 23         | 1          | FACup+CdL       | 0+0             | 0               | -                  | -                  | -                  | -           | -           | -           | 23     | 1      |
| Totale Brentford       | Totale Brentford       | Totale Brentford       | 70+2       | 4+0        |                 | 2               | 0               |                    | -                  | -                  |             | -           | -           | 74     | 4      |
| feb.-giu. 2016         | Burnley                | FLC                    | 4          | 0          | FACup+CdL       | -               | -               | -                  | -                  | -                  | -           | -           | -           | 4      | 0      |
| 2016-2017              | Burnley                | PL                     | 19         | 0          | FACup+CdL       | 4+1             | 0               | -                  | -                  | -                  | -           | -           | -           | 24     | 0      |
| 2017-2018              | Burnley                | PL                     | 31         | 0          | FACup+CdL       | 0+2             | 0               | -                  | -                  | -                  | -           | -           | -           | 33     | 0      |
| 2018-2019              | Burnley                | PL                     | 35         | 3          | FACup+CdL       | 2+0             | 0               | UEL                | 5                  | 0                  | -           | -           | -           | 42     | 3      |
| 2019-2020              | Burnley                | PL                     | 38         | 2          | FACup+CdL       | 2+0             | 0               | -                  | -                  | -                  | -           | -           | -           | 40     | 2      |
| 2020-2021              | Burnley                | PL                     | 36         | 1          | FACup+CdL       | 2+1             | 0               | -                  | -                  | -                  | -           | -           | -           | 39     | 1      |
| 2021-2022              | Burnley                | PL                     | 35         | 1          | FACup+CdL       | 1+1             | 0               | -                  | -                  | -                  | -           | -           | -           | 0      | 0      |
| Totale Burnley         | Totale Burnley         | Totale Burnley         | 198        | 7          |                 | 16              | 0               |                    | 5                  | 0                  |             | -           | -           | 219    | 7      |
| 2022-2023              | Everton                | PL                     | 38         | 1          | FACup+CdL       | 1+1             | 0+0             | -                  | -                  | -                  | -           | -           | -           | 40     | 1      |
| 2023-2024              | Everton                | PL                     | 12         | 1          | FACup+CdL       | 0+3             | 0+1             | -                  | -                  | -                  | -           | -           | -           | 15     | 2      |
| Totale Everton         | Totale Everton         | Totale Everton         | 50         | 2          |                 | 5               | 1               |                    | -                  | -                  |             | -           | -           | 55     | 3      |
| Totale carriera        | Totale carriera        | Totale carriera        | 392        | 18         |                 | 33              | 1               |                    | 5                  | 0                  |             | 7           | 1           | 437    | 19     |

### Cronologia presenze e reti in nazionale
| Cronologia completa delle presenze e delle reti in nazionale ― Inghilterra | Cronologia completa delle presenze e delle reti in nazionale ― Inghilterra | Cronologia completa delle presenze e delle reti in nazionale ― Inghilterra | Cronologia completa delle presenze e delle reti in nazionale ― Inghilterra | Cronologia completa delle presenze e delle reti in nazionale ― Inghilterra | Cronologia completa delle presenze e delle reti in nazionale ― Inghilterra | Cronologia completa delle presenze e delle reti in nazionale ― Inghilterra | Cronologia completa delle presenze e delle reti in nazionale ― Inghilterra |
| Data                                                                       | Città                                                                      | In casa                                                                    | Risultato                                                                  | Ospiti                                                                     | Competizione                                                               | Reti                                                                       | Note                                                                       |
| -------------------------------------------------------------------------- | -------------------------------------------------------------------------- | -------------------------------------------------------------------------- | -------------------------------------------------------------------------- | -------------------------------------------------------------------------- | -------------------------------------------------------------------------- | -------------------------------------------------------------------------- | -------------------------------------------------------------------------- |
| 27-3-2018                                                                  | Londra                                                                     | Inghilterra                                                                | 1 – 1                                                                      | Italia                                                                     | Amichevole                                                                 | -                                                                          |                                                                            |
| 11-9-2018                                                                  | Leicester                                                                  | Inghilterra                                                                | 1 – 0                                                                      | Svizzera                                                                   | Amichevole                                                                 | -                                                                          | 61’                                                                        |
| Totale                                                                     |                                                                            | Presenze                                                                   | 2                                                                          |                                                                            | Reti                                                                       | 0                                                                          |                                                                            |

## Palmarès

### Club

#### Competizioni nazionali
- Football League Championship: 1

Burnley: 2015-2016